# Saint-Marc-la-Lande
Saint-Marc-la-Lande é uma comuna francesa na região administrativa da Nova Aquitânia, no departamento de Deux-Sèvres. Estende-se por uma área de 10,22 km². Em 2010 a comuna tinha 367 habitantes (densidade: 35,9 hab./km²).